# Campeonato Uruguaio de Futebol de 1974
O Campeonato Uruguaio de Futebol de 1974 foi a 43ª edição da era profissional do Campeonato Uruguaio. O torneio consistiu em uma competição com dois turnos, no sistema de todos contra todos. O campeão foi o Peñarol.

## Classificação
| Pos | Equipe               | Pts | J  | V  | E  | D  | GP | GC | SG  |
| --- | -------------------- | --- | -- | -- | -- | -- | -- | -- | --- |
| 1º  | Peñarol              | 36  | 22 | 16 | 4  | 2  | 51 | 21 | 30  |
| 2º  | Nacional             | 31  | 22 | 14 | 3  | 5  | 45 | 25 | 20  |
| 3º  | Liverpool            | 31  | 22 | 14 | 3  | 5  | 47 | 29 | 18  |
| 4º  | Bella Vista          | 24  | 22 | 7  | 10 | 5  | 31 | 30 | 1   |
| 5º  | Defensor             | 21  | 22 | 5  | 11 | 6  | 23 | 26 | -3  |
| 6º  | Danubio              | 20  | 22 | 7  | 6  | 9  | 32 | 32 | 0   |
| 7º  | Montevideo Wanderers | 18  | 22 | 5  | 8  | 9  | 21 | 25 | -4  |
| 8º  | Fénix                | 18  | 22 | 5  | 8  | 9  | 20 | 30 | -10 |
| 9º  | Huracán Buceo        | 17  | 22 | 5  | 7  | 10 | 27 | 39 | -12 |
| 10º | Rentistas            | 17  | 22 | 4  | 9  | 9  | 25 | 40 | -15 |
| 11º | River Plate          | 16  | 22 | 3  | 10 | 9  | 15 | 29 | -14 |
| 12º | Cerro                | 15  | 22 | 5  | 5  | 12 | 30 | 41 | -11 |

|  | Campeão uruguaio e classificado à Liguilla Pré-Libertadores. |
|  | Classificados à Liguilla Pré-Libertadores.                   |
|  | Rebaixado à Segunda Divisão.                                 |

Promovido para a próxima temporada: Racing.

## Liguilla Pré-Libertadores da América
A Liguilla Pré-Libertadores da América de 1974 foi a 1ª edição da história da Liguilla Pré-Libertadores, competição disputada entre as temporadas de 1974 e 2008–09, a fim de definir quais seriam os clubes representantes do futebol uruguaio nas competições da CONMEBOL. O torneio de 1974 consistiu em uma competição com um turno, no sistema de todos contra todos. O vencedor foi o Peñarol, que obteve seu 1º título da Liguilla.

### Classificação da Liguilla
| Pos | Equipe               | Pts | J | V | E | D | GP | GC | SG  |
| --- | -------------------- | --- | - | - | - | - | -- | -- | --- |
| 1º  | Peñarol              | 9   | 5 | 4 | 1 | 0 | 13 | 4  | 9   |
| 2º  | Montevideo Wanderers | 6   | 5 | 3 | 0 | 2 | 11 | 10 | 1   |
| 3º  | Nacional             | 5   | 5 | 2 | 1 | 2 | 11 | 11 | 0   |
| 4º  | Danubio              | 5   | 5 | 1 | 3 | 1 | 7  | 9  | -2  |
| 5º  | Liverpool            | 4   | 5 | 2 | 0 | 3 | 12 | 10 | 2   |
| 6º  | Cerro                | 1   | 5 | 0 | 1 | 4 | 10 | 20 | -10 |

|  | Campeão da Liguilla e classificado à Libertadores de 1975. |
|  | Classificado à Libertadores de 1975.                       |

## Premiação
| Campeonato Uruguaio de 1974  |
| ---------------------------- |
| Peñarol Campeão (33º título) |